# Marcel Schmelzer
Marcel Schmelzer (pronunție în germană [ˈmaːʀˌsɛl ˈʃmɛlˈzɐ]; n. 22 ianuarie 1988) este un fost fotbalist german care a jucat pentru Borussia Dortmund pe postul de fundaș stânga.

### Meciuri la națională
Din 5 martie 2014
| Germania | Germania | Germania |
| An       | Meciuri  | Goluri   |
| -------- | -------- | -------- |
| 2010     | 1        | 0        |
| 2011     | 4        | 0        |
| 2012     | 4        | 0        |
| 2013     | 6        | 0        |
| 2014     | 1        | 0        |
| Total    | 16       | 0        |

## Titluri

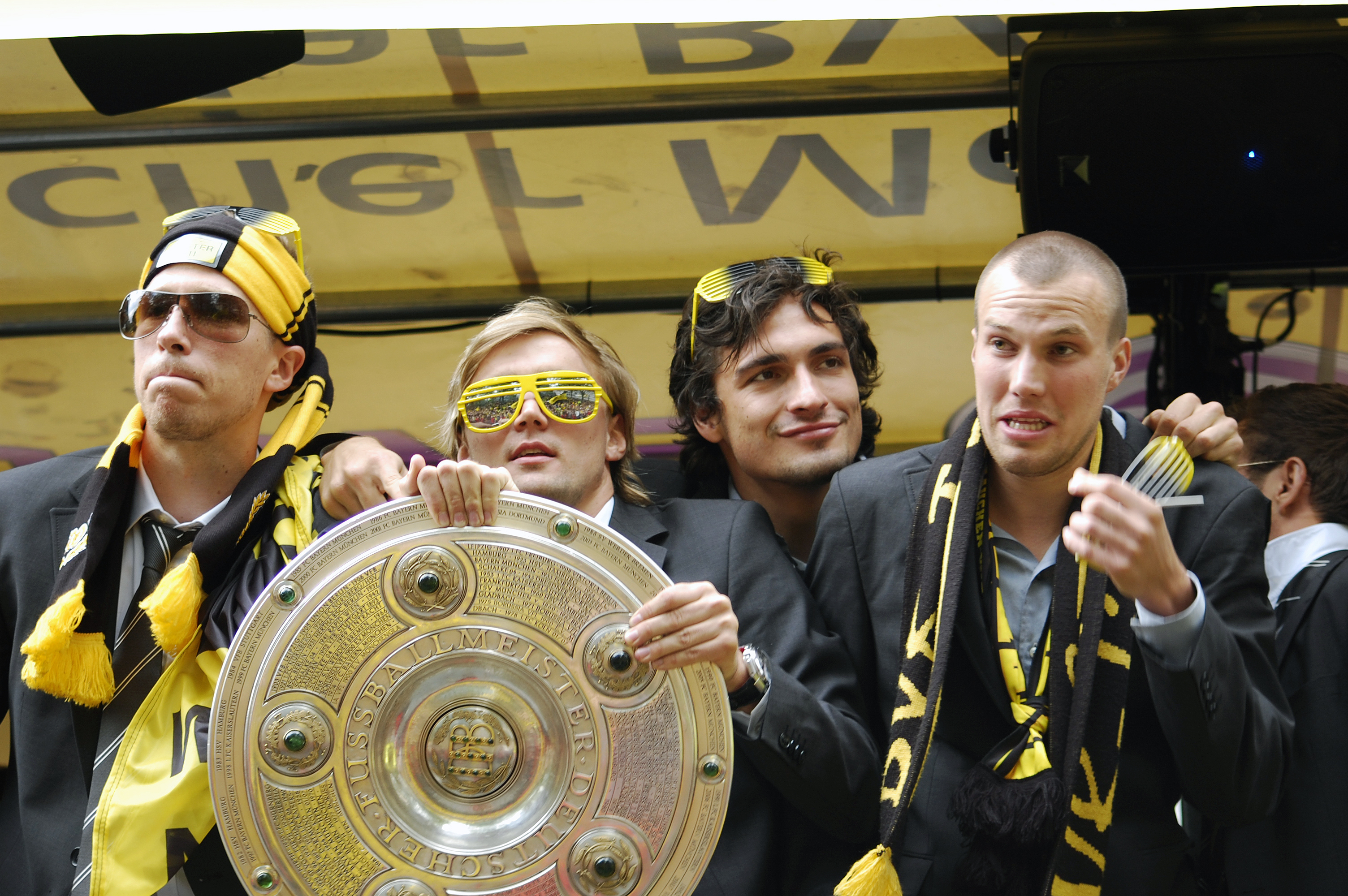
Schmelzer (al doilea din stânga) sărbătorind câștigarea Bundesligii cu Borussia Dortmund în 2011

### Club
Borussia Dortmund
- Bundesliga: 2010–2011, 2011–2012
- DFB-Pokal: 2012, 2017, 2021
- DFL-Supercup: 2013, 2014, 2019

### Țară
Germania
- Campionatul European de Fotbal sub 21: 2009

## Legături externe
Materiale media legate de Marcel Schmelzer la Wikimedia Commons
- pe site-ul clubului Borussia Dortmund de
- de Marcel Schmelzer la fussballdaten.de
- Marcel Schmelzer – pe site-ul UEFA
- Marcel Schmelzer pe site-ul National-Football-Teams.com
- Profil ESPN FC